# Poa trinervis
Poa trinervis är en gräsart som först beskrevs av Eduard Hackel, och fick sitt nu gällande namn av C.Monod och Pieter van Royen. Poa trinervis ingår i släktet gröen, och familjen gräs. Inga underarter finns listade i Catalogue of Life.